# Legge della segregazione
La legge della segregazione (nota anche come "seconda legge di Mendel") è una legge della genetica classica, enunciata da Gregor Mendel nel suo Esperimenti sull'ibridazione delle piante, pubblicato nel 1866. Essa afferma che nell'autofecondazione degli ibridi della prima generazione, ciascuno dei due fattori che determinano un carattere si separa dall'altro (cioè si segrega).

Quadrato di Punnett che mostra l'incrocio tra due individui della prima generazione filiale e il ripresentarsi del fenotipo bianco (recessivo).

## Le osservazioni di Mendel
Mendel notò che, incrociando tra loro due individui puri (ossia omozigoti) di piselli con due caratteristiche differenti (ad esempio fiori bianchi e rossi) la prima generazione presentava solamente una caratteristica (definita dominante, nell'esempio il colore dei fiori rosso).

Incrociando nuovamente due individui della prima generazione, detti anche generazione parentale o genitori (che ora sappiamo essere eterozigoti), il monaco notò che si presentava nuovamente il carattere recessivo (nell'esempio il colore dei fiori bianco), in rapporto 3:1. Per questo Mendel suppose che il carattere recessivo dovesse essere stato trasmesso dalla generazione iniziale alla seconda generazione (detta anche filiade) attraverso la prima generazione, nonostante non fosse visibile (ossia non fosse presente come fenotipo).
Ora si sa che, mentre nella seconda generazione filiale il rapporto tra fenotipo dominante e recessivo è 3:1 perché salta una generazione, il rapporto tra i genotipi è 1:2:1, ossia un omozigote dominante, due eterozigoti, un omozigote recessivo.

## La legge
La seconda legge è strutturata in quattro parti:
- La variazione dei caratteri ereditari è dovuta alla presenza di versioni alternative di un gene. Questo è il concetto di alleli.
- Per ogni caratteristica un organismo eredita due alleli, uno da ogni genitore, attraverso i gameti. Questi alleli possono essere uguali (si parla allora di omozigoti), o differenti (eterozigoti).
- Se i due alleli differiscono, allora uno, quello che esprime il carattere dominante, è espresso pienamente nell'aspetto dell'organismo (detto fenotipo), mentre l'altro, l'allele che codifica il carattere recessivo, non ha effetti rilevabili sull'aspetto dell'organismo (legge della dominanza). In altre parole, il fenotipo dell'organismo mostra solo il tratto dominante. Questo porta i tratti recessivi ad essere trasmessi alle generazioni discendenti anche se non espressi. Non tutti i tratti hanno una relazione dominante-recessivo. Il fiore della bella di notte (Mirabilis jalapa) mostra un fenotipo a dominanza incompleta. Esistono anche fenomeni di codominanza.
- I due alleli di ogni caratteristica si separano durante la riproduzione dei gameti. Questo significa che ogni gamete contiene un solo allele per ciascun gene. Questo permette ai gameti paterni e materni di combinarsi dando luogo a variazioni.